# António Gomes Ferreira (locutor)

Gomes Ferreira, a apresentar o Telejornal.

António Gomes Ferreira foi um locutor, jornalista e apresentador da RTP e da Rádio Renascença durante as décadas de 1950, 1960 e 1970.

## Biografia
Frequentou a Licenciatura em Medicina na Universidade de Coimbra, que viria a interromper quando entrou na RTP. Viria a concluir na década de 1970.
Foi um dos primeiros locutores da RTP, tendo apresentado a sua candidatura à estação após as emissões experimentais na Feira Popular, em 1956. e foi admitido. Começando nas emissões experimentais durante o mês de fevereiro de 1957, cobrindo a Visita da Rainha Isabel II a Portugal. Tornou-se o primeiro apresentador de notícias, juntamente com Luís Arnaut Pombeiro, quando, às 22h do dia 7 de março desse ano, apresentaram o Noticiário e o Jornal de Actualidades. Viria a ser um dos primeiros apresentadores do Telejornal, quando estreou em 1959, partilhando a tarefa com Manuel Caetano, José Fialho Gouveia, Henrique Mendes, entre outros. Viria a apresentar notícias históricas, como os assassinatos de John F. Kennedy e de Humberto Delgado. Desta forma, tornou-se num dos rostos mais conhecidos da televisão portuguesa nas primeiras décadas.
Foi também o responsável por ter sido o primeiro comentador português do Festival Eurovisão da Canção, tendo cobrido as edições de 1964 e 1965, esta última marcada pela forma intensa como fez a locução.
Para além do trabalho jornalístico, foi responsável pela locução de vários documentários e reportagens produzidos pela RTP, onde se encontram documentários sobre o setor primário, Moçambique e património histórico, para além de um documentário em três partes emitido aquando da morte de Salazar. Entrevistou figuras do mundo da cultura como Pedro Homem de Melo, David Mourão Ferreira, Sophia de Mello Breyner Andresen, Natália Correia, Jorge Amado, e Constantin Virgil Gheorghiu, assim como figuras religiosas como Dom Tarcísio Ariovaldo Amaral.
Após o 25 de abril, mantém-se na estação, continuando como locutor e narrador de documentários, de onde se destaca o Dia da Independência de São Tomé e Príncipe, e a série A Volta ao Mundo da Sagres, sobre o NRP Sagres. Apresentou programas de esclarecimento eleitoral, e foi um dos jornalistas a cobrir os eventos que se sucederam à tentativa do golpe militar de 25 de novembro, tendo entrevistado o Major Ernesto Melo Antunes, e lido os comunicados do Estado-Maior-General das Forças Armadas, da Região Militar do Sul e do Estado-Maior da Força Aérea relativos aos acontecimentos.
Em conjunto com a televisão, também foi locutor de rádio, tendo apresentado o programa "Radiorama" da Rádio Renascença, com Maria Margarida, emitido nas tardes.